# 2492 Kutuzov
A 2492 Kutuzov (ideiglenes jelöléssel 1977 NT) a Naprendszer kisbolygóövében található aszteroida. Nyikolaj Sztyepanovics Csernih fedezte fel 1977. július 14-én.